# Oświadczenie shermanowskie
Oświadczenie shermanowskie (ang. Shermanesque statement lub Sherman speech) – termin powszechnie funkcjonujący w amerykańskim życiu politycznym. Określa się nim bezwarunkową deklarację polityka, który był uważany za potencjalnego kandydata na urząd prezydenta, ale zdecydowanie odmówił kandydowania.
Jego nazwa pochodzi od generała Williama T. Shermana, który w 1884 był namawiany przez wielu do wzięcia udziału w wyborach z ramienia Partii Republikańskiej.
Sherman powiedział wtedy: „Jeżeli zostanę wystawiony, nie będę kandydować. Jeżeli uzyskam nominację, nie przyjmę jej. Jeżeli zostanę wybrany, nie obejmę urzędu” (ang. If drafted, I will not run; if nominated, I will not accept; if elected, I will not serve).
Popularne to i wrośnięte już mocno w żargon polityczny powiedzenie było parokrotnie trawestowane przy analogicznych okazjach przez innych polityków:
- Prezydent Lyndon B. Johnson oświadczył 31 marca 1968 w orędziu do narodu, ku zaskoczeniu zdecydowanej większości opinii publicznej, która była przekonana o jego zamiarze ubiegania się o drugą, pełną kadencję: „Tak więc nie będę się ubiegał ani nie przyjmę nominacji mojej partii na kolejną kadencję jako wasz prezydent” (I shall not seek, and I will not accept, the nomination of my party for another term as your president);
- Kongresmen Morris Udall z Arizony, który w 1976 był jednym z faworytów do uzyskania nominacji demokratów na prezydenta i który słynął z dużego poczucia humoru, zapytany o ewentualne plany wyborów prezydenckich w 1984 odpowiedział: „Jeżeli zostanę nominowany, ucieknę do Meksyku. Jeżeli zostanę wybrany, będę walczył przeciwko swej ekstradycji” (If nominated, I shall run to Mexico. If elected, I shall fight extradition);
- Wiceprezydent Dick Cheney powtórzył słowo w słowo oświadczenie Shermana, pytany o swoje ewentualne plany dalszej kariery;
- Inni politycy wymieniani jako potencjalni kandydaci, jak Al Gore czy Condoleezza Rice, choć oficjalnie twierdzą, iż nie mają raczej takich planów, odmawiają jednak złożenia w tej sprawie jednoznacznego „shermanowskiego oświadczenia”;
- Kiedy senator Joe Lieberman przegrał prawybory demokratyczne w swoim stanie Connecticut na czwartą kadencję i kandydował jako niezależny (po zwycięstwie dalej jest związany z demokratami), w The Daily Show złośliwie sparodiowano oświadczenie shermanowskie w jego sprawie: „Jeżeli nie zostanę nominowany, będę kandydował. Jeżeli nie zostanę wybrany, będę urzędował” (If not nominated, he will run. If not elected he will serve);[potrzebny przypis]
- „Jeśli będę wybrany, nie będę służyć” (gra słów – „to serve” oznacza również „odbywać karę więzienia”) – slogan użyty podczas kampanii Unabomber na prezydenta.